# Solex Ténor
Il Solex Ténor (nome commerciale del Velosolex 8000) è un ciclomotore francese, commercializzato in diverse versioni dal 1973 al 1977 circa.

## Storia
Il Solex Ténor fu presentato per la prima volta, sotto forma di prototipo, al Salone dell'automobile di Parigi del 1972, mentre la presentazione alla stampa avvenne il 21 febbraio 1973. Le vendite al pubblico cominciarono nel maggio dello stesso anno.
La Societé Industrielle Nouvelle de Fabrication pour l'Automobile et le Cycle, suo fabbricante, ripose grandi speranze nel volume delle vendite del Ténor, poiché le vendite del VéloSoleX, ciclomotore principale della società, erano notevolmente diminuite.